# Marc Sarreau
Marc Sarreau (Vierzon, Cher, 10 de juny del 1993) és un ciclista francès professional des del 2015 fins al 2024. El seu darrer equip fou el Groupama-FDJ. Combina la carretera amb el ciclisme en pista. En el seu palmarès destaquen dues edicions del Gran Premi Cholet-País del Loira, el 2019 i 2022.

## Palmarès en ruta
- 2013
  - 1r al Circuit dels quatre cantons
  - 1r al Souvenir Jean-Graczyk
  - Vencedor d'una etapa al Tour des Deux-Sèvres
- 2014
  - 1r a la París-Chauny
  - 1r al Tour du Canton de Saint-Ciers i vencedor d'una etapa
  - Vencedor d'una etapa al Tour Nivernais Morvan
  - Vencedor d'una etapa al Tour de Seine-Maritime
- 2015
  - Vencedor d'una etapa al Tour de Poitou-Charentes
- 2017
  - Vencedor d'una etapa al Tour de Poitou-Charentes
- 2018
  - 1r a la Roue tourangelle
  - Vencedor de 2 etapes a l'Étoile de Bessèges
  - Vencedor d'una etapa del Circuit de La Sarthe
  - Vencedor d'una etapa dels Quatre dies de Dunkerque
- 2019
  - Classificació general de la Copa de França de ciclisme
  - 1r al Gran Premi Cholet-País del Loira
  - 1r a la Ruta Adélie de Vitré
  - 1r al Tour de Vendée
  - 1r a la París-Bourges
  - Vencedor d'una etapa a l'Étoile de Bessèges
- 2022
  - 1r al Gran Premi Cholet-País del Loira
  - Vencedor de 3 etapes al Tour de Poitou-Charentes
- 2023
  - Vencedor d'una etapa al Tour de Poitou-Charentes

### Resultats al Giro d'Itàlia
- 2016. Abandona (13a etapa)

### Resultats a la Volta a Espanya
- 2018. 131è de la classificació general
- 2019. 139è de la classificació general